# Двоє: Я і моя тінь
Двоє: Я і моя тінь (англ. It Takes Two) — американська романтична кінокомедія 1995 року режисера Енді Теннанта. У головних ролях знялися сестри Олсон, Кірсті Еллі та Стів Гуттенберг. Сюжетна лінія схожа на фільм 1961 року «Пастка для батьків», який у свою чергу заснований на книзі 1949 року «Лотті і Ліза» німецького письменника Еріха Кестнера. Назва фільму It Takes Two взята з однойменної пісні Марвіна Гея і Кім Вестон, яку виконують в титрах.

## Сюжет
Дві героїні картини стрічки схожі, як дві краплі води. Аманда, спритна і жвава, живе в притулку для сиріт, за нею доглядає Діана, дуже мила вихователька. Пустунка Аманда одного разу зустрічає своє дзеркальне відображення — скромну Аліссу. В Алісси тато дуже багатий, а ще одна особа усіма силами намагається одружити його на собі. Дамочка не дуже гарна, до того ж в її шлюбних планах немає місця почуттям. Дівчата вирішують, що татові більше підійде Діана, а значить, він повинен закохатися в неї. Але як це зробити? Все дуже просто: Аманда на час стане Аліссою, і навпаки.

## У ролях
| Актор             | Роль |
| ----------------- | --- |
| Кірсті Еллі       | Діана Барроуз (соціальний працівник, яка опікується дітьми-сиротами. Вона особливо любить Аманду і хотіла б її удочерити, але не заробляє достатньо грошей, щоб їй це дозволили. Вона також особливо подобається Аманді. Вона також мріє знайти кохання і думає, що у неї буде шанс після зустрічі з Роджером.) |
| Стів Гуттенберг   | Роджер Каллавей (дуже багатий вдівець. Йому належить табір Camp Callaway, який він заснував разом зі своєю покійною дружиною, і зараз проживає у великому будинку через озеро від нього. У нього починаються сумніви щодо одруження на Кларіс після того, як він зустрічає Діану)                               |
| Ешлі Олсен        | Алісса Каллавей |
| Мері - Кейт Олсен | Аманда Леммон |
| Філіп Боско       | Вінченцо (дворецький) |
| Джейн Сіббетт     | Кларіс Кенсінгтон (світська левиця. Вона не любить дітей і бейсбол і має намір вийти заміж за Роджера лише за його гроші. Вона також переконує його, що Алісса занадто розпещена і їй сходить з рук погана поведінка.)                                                                                          |
| Ерні Грюнвальд    | Гаррі Батткіс |
| Еллен-Рей Генессі | Фанні Батткіс |
| Дов Тіфенбах      | Гаррі Батткіс-молодший |
| Лоуренс Дейн      | містер Кенсінгтон |